# Прем'єра пісні
«Прем'єра пісні» — міжнародний телерадіофестиваль.
Фестиваль започаткований у 2000 році Українським радіо. Організатор фестивалю народний артист України Мар'ян Гаденко. З 2005 року фінальні концерти фестивалю проходили в місті Буча.

## «Прем'єра пісні— 2010»
22 січня 2011 року в Бучі, в кіномистецькому центрі «Акваріус» відбувся гала-концерт 11-го фестивалю. Переможцями визначені:
- Найкраща співачка — народна артистка України Наталія Бучинська з піснею «Карпати»
- Найкращий поет — заслужений діяч мистецтв України Ганна Чубач.
- Найкращий композитор — Мар'ян Гаденко (п'ятий рік поспіль).
- Найкращий автор пісень — Наталія Май[1].

За підсумками глядачів, спецпризи за найкраще виконання пісні отримали:
- заслужена артистка України Марта Шпак,
- народний артист України Віктор Павлік та його син Олександр,
- квартет «Гетьман»
- за пісню «Клени» – поет Володимир Земляний.

Спеціальний приз Бучанського міського голови отримала автор та ведуча програми Ірина Макеєва.

## «Прем'єра пісні— 2009»
10 січня 2010 року в Бучі, в кіномистецькому центрі «Акваріус» відкрито 10-й фестиваль. Проходив під патронатом Президента України.
За результатами голосування глядачів у залі:
- абсолютний переможець — 23-річний співак із Рівненщини Михайло Брунський з піснею «Мамо-зоря вечорова»;
- найкращий гурт — квартет «Гетьман» з піснею «Ой, до яру»;
- найкращий автор слів — Вадим Крищенко.
- найкращий композитор — Мар'ян Гаденко